# Fußballer des Jahres in China
Der Titel Fußballer des Jahres in der Volksrepublik China wird seit 1994 vergeben. Zhi Zheng, Ricardo Goulart und Wu Lei sind die einzigen Spieler, die die Auszeichnung zweimal gewannen.

## Fußballer des Jahres in China
| Jahr | Spieler            | Nationalität           |
| ---- | ------------------ | ---------------------- |
| 1994 | Bing Li            | Volksrepublik China    |
| 1995 | Zhiyi Fan          | Volksrepublik China    |
| 1996 | Maozhen Su         | Volksrepublik China    |
| 1997 | Jorge Campos       | Paraguay               |
| 1998 | Hao Haidong        | Volksrepublik China    |
| 1999 | Shengqing Qu       | Volksrepublik China    |
| 2000 | Yang Chen          | Volksrepublik China    |
| 2001 | Li Tie             | Volksrepublik China    |
| 2002 | Zhi Zheng          | Volksrepublik China    |
| 2003 | Jörg Albertz       | Deutschland            |
| 2004 | Junzhe Zhao        | Volksrepublik China    |
| 2005 | Branko Jelić       | Serbien und Montenegro |
| 2006 | Zhi Zheng          | Volksrepublik China    |
| 2007 | Zhenyu Du          | Volksrepublik China    |
| 2008 | Emil Martínez      | Honduras               |
| 2009 | Samuel Caballero   | Honduras               |
| 2010 | Duvier Riascos     | Kolumbien              |
| 2011 | Muriqui            | Brasilien              |
| 2012 | Cristian Dănălache | Rumänien               |
| 2013 | Darío Conca        | Argentinien            |
| 2014 | Elkeson            | Brasilien              |
| 2015 | Ricardo Goulart    | Brasilien              |
| 2016 | Ricardo Goulart    | Brasilien              |
| 2017 | Eran Zahavi        | Israel                 |
| 2018 | Wu Lei             | Volksrepublik China    |
| 2019 | Paulinho           | Brasilien              |
| 2020 | nicht vergeben     |                        |
| 2021 | Wu Lei             | Volksrepublik China    |
| 2022 | Zhang Yuning       | Volksrepublik China    |